# Гінтон (Оклахома)
Гінтон (англ. Hinton) — місто (англ. town) в США, в окрузі Каддо штату Оклахома. Населення — 4917 осіб (2020).

## Географія
Гінтон розташований за координатами 35°28′53″ пн. ш. 98°21′27″ зх. д. / 35.48139° пн. ш. 98.35750° зх. д. (35.481300, -98.357400).  За даними Бюро перепису населення США в 2010 році місто мало площу 8,14 км², з яких 8,13 км² — суходіл та 0,01 км² — водойми.

## Демографія
Згідно з переписом 2010 року, у місті мешкало 3196 осіб у 598 домогосподарствах у складі 419 родин. Густота населення становила 393 особи/км².  Було 691 помешкання (85/км²).
Расовий склад населення:
| - 72,5 % — білих - 10,7 % — чорних або афроамериканців - 4,2 % — корінних американців - 0,2 % — азіатів - 8,1 % — осіб інших рас |

До двох чи більше рас належало 4,3 %. Частка іспаномовних становила 21,4 % від усіх жителів.
За віковим діапазоном населення розподілялося таким чином: 13,4 % — особи молодші 18 років, 79,3 % — особи у віці 18—64 років, 7,3 % — особи у віці 65 років та старші. Медіана віку мешканця становила 34,1 року. На 100 осіб жіночої статі у місті припадало 309,2 чоловіків;  на 100 жінок у віці від 18 років та старших — 396,2 чоловіків також старших 18 років.
Середній дохід на одне домашнє господарство  становив 60 216 доларів США (медіана — 52 212), а середній дохід на одну сім'ю — 67 401 долар (медіана — 64 688). Медіана доходів становила 41 595 доларів для чоловіків та 30 729 доларів для жінок. За межею бідності перебувало 12,8 % осіб, у тому числі 18,6 % дітей у віці до 18 років та 12,4 % осіб у віці 65 років та старших.
Цивільне працевлаштоване населення становило 1038 осіб. Основні галузі зайнятості: сільське господарство, лісництво, риболовля — 19,7 %, мистецтво, розваги та відпочинок — 16,3 %, освіта, охорона здоров'я та соціальна допомога — 12,7 %, роздрібна торгівля — 9,5 %.